# Orchidomètre

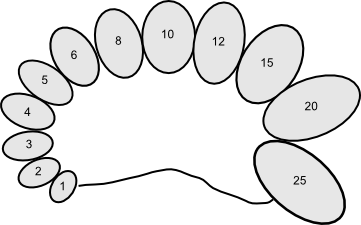
Schéma d'orchidomètre

L'orchidomètre est un instrument de mesure médical utilisé pour mesurer le volume testiculaire et apprécier la puberté chez le garçon, la gonadarche (augmentation du volume testiculaire) étant la première étape de celle-ci.
L'orchidomètre a été mis au point en 1966 par le pédiatre endocrinologue suisse Andrea Prader (en) de l'Université de Zurich,. Il consiste en une suite de douze perles numérotées, en bois ou en plastique, de taille croissante de 1 à 25 millilitres.
Les perles sont comparées aux testicules du patient, et le volume est lu sur la perle de taille la plus proche. Les tailles correspondant à la pré-puberté vont de 1  à   3 ml, les tailles correspondant à la puberté commencent à partir de 4 ml, et les tailles adultes vont de 12  à   25 ml.
L'utilisation de l'orchidomètre de Prader surévalue le volume testiculaire réel d'environ 25 %.
L'étymologie de ce terme est basée sur Orchido, du grec ancien όρχις Orkhis (testicule) et et du suffixe mètre du grec ancien μέτρο, Mètron (mesure, instrument de mesure).